# Національне шосе 12 (Естонія)
Національне шосе 12 (ест. Tugimaantee 12, скор. T12), також називається шосе Косе–Ягала (ест. Kose–Jägala maantee), є національною основною дорогою довжиною 36,1 кілометра на півночі Естонії. Шосе починається в Козе на національній дорозі 2 і закінчується в Ягала на національній дорозі 13.

## Маршрут
T12 повністю розташований у повіті Гар'юмаа та проходить через такі муніципалітети:
- Анія
- Козе

## Дивись також
- Транспорт Естонії